# Pontisk-grekiska folkmordet

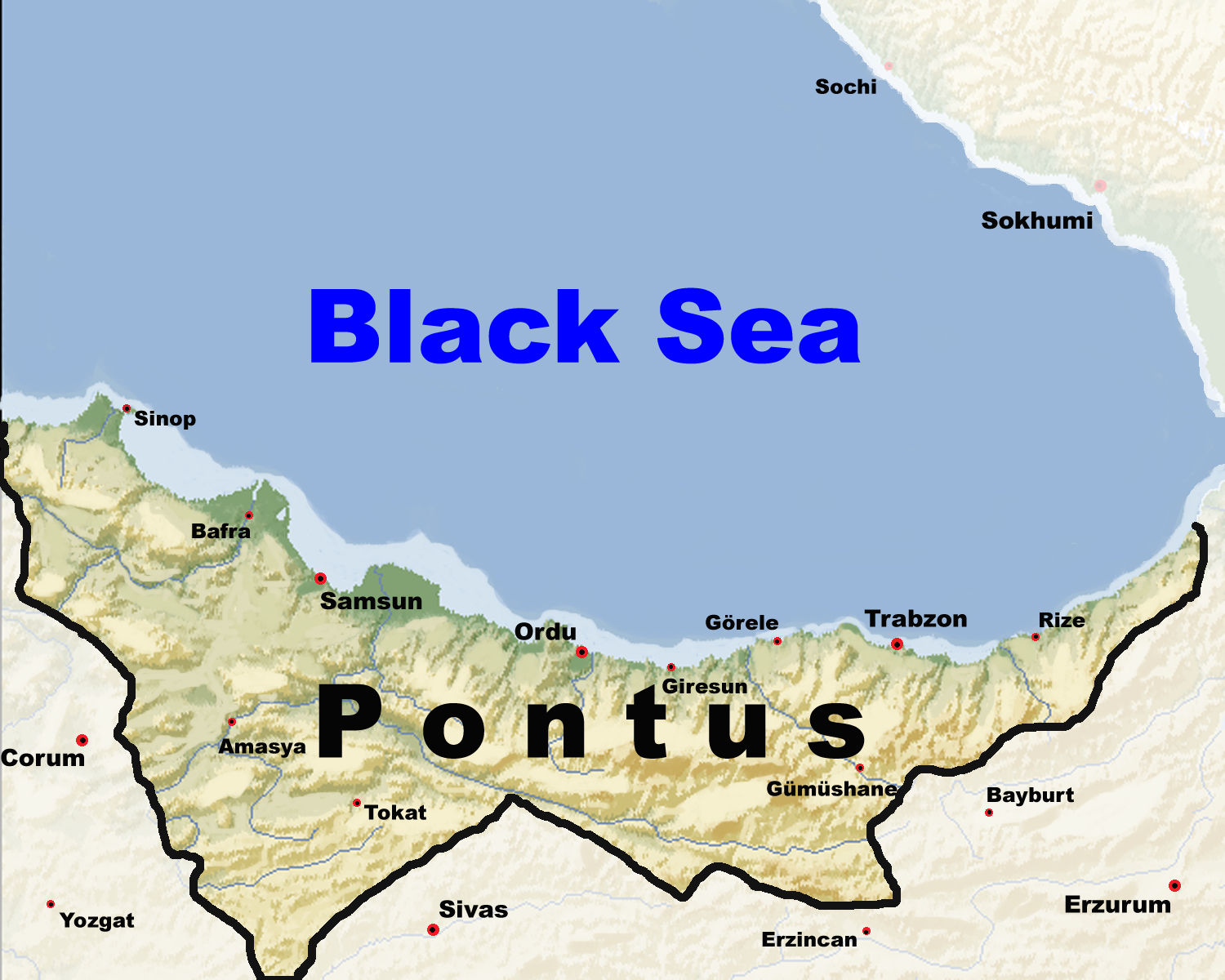
Pontosregionen.

Pontisk-grekiska folkmordet på pontiska greker, utfördes av turkar och lazer (under ledning av Topal Osman m.fl.) i samband med armeniska folkmordet och assyrisk-syrianska folkmordet, och innefattade massakrer, dödsmarscher, tvångsförflyttningar och förföljelser av anatoliska och pontiska greker, även kallade pontier. Det ägde rum under och efter första världskriget. Innan folkmordet fanns det 2,5 miljoner greker i nuvarande Turkiet. Över 1 miljon greker, pontiska och anatoliska, beräknas ha mördats under folkmordet. Antalet pontiska dödsoffer uppskattas vara 350 000. 1 104 216 greker flydde till Grekland efter folkmordet. Enligt den grekiska folkräkningen 1926 utvandrade 182 169 greker från Pontosregionen till Grekland under folkutbytet mellan Grekland och Turkiet. Precis som gällande armenier och assyrier, menar Turkiet att det som hände ej var något folkmord på greker och just den frågan har skapat stora problem i relationen mellan länderna.
Det grekiska folkmordet påbörjades år 1914, men kriget mellan Grekland och Turkiet började under maj månad år 1919, det vill säga fem år efter. Offren var obeväpnade civila män, kvinnor och barn.
Den 19 maj är den internationella minnesdagen för folkmordet på de pontiska grekerna, och 14 september är minnesdagen för det grekiska folkmordet i allmänhet.
Kritik har riktats emot benämningen av det inträffade som folkmord. Händelsen kallas också Mindre Asien katastrofen.

## Ögonvittnen
Tyska och österrikisk-ungerska diplomater, liksom 1922 års promemoria som sammanställts av George W. Rendel om "turkiska Massakrer och förföljelser", har lagt fram bevisning för en rad systematiska massakrer av grekerna i Mindre Asien.
Citaten är från olika diplomater, särskilt från de tyska ambassadörerna Hans Freiherr von Wangenheim och Richard von Kuhlmann, den tyska vice konsuln i Samsoun Kuchhoff, Österrikes ambassadör Pallavicini och Samsoun konsuln Ernst von Kwiatkowski, och den italienska inofficiella agenten i Angora Signor Tuozzi. Andra citat är från präster och aktivister, bland annat från den tyske missionären Johannes Lepsius, och Stanley Hopkins från mellanöstern Relief. Det bör noteras att Tyskland och Österrike-Ungern var allierade med det Osmanska riket under första världskriget.
Den beskriver systematiska massakrer, våldtäkter och nedbränning av grekiska byar, och lägger ansvaret på turkiska tjänstemän, det vill säga den turkiske premiärministern Mahmud Sevket Pasha, Rafet Bey, Talat Pasha och Enver Pascha.

## Citat om folkmordet
Sveriges envoyé Cossva Anckarsvärd var stationerad i Konstantinopel (nuvarande Istanbul, Turkiet). År 1915 skickade han bland annat denna rapport till Stockholm:
| ”                           | Det är icke blott armenierna utan äfven Turkiets undersåtar af grekisk nationalitet som f.n. äro utsatta för svåra förföljelser … Det kunde enligt hr. Tsamados [grekisk chargé d’affaires] icke vara fråga om annat än ett utrotningskrig mot den grekiska nationen i Turkiet … | „ |
| – Anckarsvärd, 22 juli 1915 | |   |

## Internationella erkännanden
Sveriges riksdag erkände det pontisk-grekiska folkmordet den 11 mars 2010.
Grekland har officiellt erkänt folkmordet på pontiska och anatoliska greker.
Cypern har officiellt erkänt folkmordet på greker.
International Association of Genocide Scholars (IAGS), världens ledande auktoritet inom forskningen om folkmord, har officiellt erkänt folkmordet på pontiska och anatoliska greker.
Ett 60-tal världsledande folkmordsforskare undertecknade ett upprop våren 2008 som bland annat löd: "Idag är informationen om folkmordet på armenier, assyrier och pontiska greker så omfattande att ingen seriös politiker med hedern i behåll kan hänvisa till bristande forskning som ursäkt för att inte erkänna det brott som begåtts...Undertecknarna av detta dokument anser inte att det finns någon tvekan om att massakrerna på de kristna och andra minoriteterna i det osmanska imperiet under första världskriget var ett folkmord."

## Minnesmärke
Monument för det grekiska folkmordets offer, har uppförts i Australien, Kanada, Tyskland, Grekland, Kazakstan och i USA.